# Фігейруш
Фігейруш (порт. Figueiros; МФА: [fi.ˈgɐj.ɾuʃ]) — парафія в Португалії, у муніципалітеті Кадавал. Розташована в західній частині країни, на теренах історичної португальської провінції Ештремадура. Входить до складу округу Лісабон. За адміністративним поділом, чинним до 1976 року, терени парафії були складовою провінції Ештремадура. Належить до Лісабонського патріархату Католицької церкви. Патрон — Діва Марія. Площа — 5,1400 км². Населення — 690 ос. (2011). Слабо урбанізований регіон. Густота населення — 134,24 осіб/км²
. Код — 110404.

## Населення
| Кількість мешканців | Кількість мешканців | Кількість мешканців | Кількість мешканців | Кількість мешканців | Кількість мешканців | Кількість мешканців | Кількість мешканців | Кількість мешканців | Кількість мешканців | Кількість мешканців | Кількість мешканців | Кількість мешканців | Кількість мешканців | Кількість мешканців |
| ------------------- | ------------------- | ------------------- | ------------------- | ------------------- | ------------------- | ------------------- | ------------------- | ------------------- | ------------------- | ------------------- | ------------------- | ------------------- | ------------------- | ------------------- |
| 1864                | 1878                | 1890                | 1900                | 1911                | 1920                | 1930                | 1940                | 1950                | 1960                | 1970                | 1981                | 1991                | 2001                | 2011                |
| 769                 | 956                 | 1 157               | 1 545               | 1 572               | 588                 | 782                 | 847                 | 946                 | 984                 | 789                 | 759                 | 717                 | 765                 | 690                 |